# Campionato rumeno di rugby a 15
Il campionato rumeno di rugby a 15, meglio noto come SuperLiga o, per esigenze di sponsorizzazione, CEC Bank SuperLiga, è il campionato di rugby a 15 di prima divisione in Romania.
La sua prima edizione si tenne nel 1914, e la squadra con il maggior titolo di titoli vinti è lo Steaua di Bucarest.
La Capitale rumena vanta anche la stragrande maggioranza di titoli nazionali vinti: oltre allo Steaua, infatti, tra le squadre che hanno vinto almeno 10 titoli figurano la Dinamo Bucarest che si è aggiudicata 16 volte il titolo, e il Griviţa, 12.
Complessivamente, al 2016, solo 15 titoli sono stati vinti fuori da Bucarest: il Farul Costanza con 6 titoli, il Baia Mare con 5, e il Timişoara con 4.
L'edizione 2015 fu vinta da Timișoara Saracens, campione rumeno in carica. L'edizione 2016-2017 del torneo vede 7 squadre ai nastri di partenza: Timișoara Saracens, Știința Baia Mare, CSM Olimpia București, Steaua București, Dinamo București, Universitatea Cluj-Napoca e Politehnica Iași.

## Palmarès
| Anno    | Vincitore                  |
| ------- | -------------------------- |
| 1914    | TCR Bucureşti              |
| 1915    | TCR Bucureşti              |
| 1916    | TCR Bucureşti              |
| 1917    | -                          |
| 1918    | -                          |
| 1919    | AP Stadiul Român Bucureşti |
| 1920    | ȘMEF Bucureşti             |
| 1921    | TCR Bucureşti              |
| 1922    | TCR Bucureşti              |
| 1923    | TCR Bucureşti              |
| 1924    | AP Stadiul Român Bucureşti |
| 1925    | Sportul Studentesc         |
| 1926    | AP Stadiul Român Bucureşti |
| 1927    | TCR Bucureşti              |
| 1928    | AP Stadiul Român Bucureşti |
| 1929    | Sportul Studentesc         |
| 1930    | AP Stadiul Român Bucureşti |
| 1931    | AP Stadiul Român Bucureşti |
| 1932    | Sportul Studentesc         |
| 1933    | PTT Bucurest               |
| 1934    | PTT Bucurest               |
| 1935    | Sportul Studentesc         |
| 1936    | TCR Bucureşti              |
| 1937    | -                          |
| 1938    | TCR Bucureşti              |
| 1939    | Sportul Studentesc         |
| 1940    | CS Viforul Dacia Bucureşti |
| 1941    | Sportul Studentesc         |
| 1942    | CS Viforul Dacia Bucureşti |
| 1943    | CS Viforul Dacia Bucureşti |
| 1944    | -                          |
| 1945    | -                          |
| 1946    | CS Viforul Dacia Bucureşti |
| 1947    | AP Stadiul Român Bucureşti |
| 1947-48 | Sportul Studentesc         |
| 1948    | Griviţa                    |
| 1949    | Steaua                     |
| 1950    | Griviţa Locomotiva CFR     |

| Anno | Vincitore       |
| ---- | --------------- |
| 1951 | Dinamo Bucarest |
| 1952 | Dinamo Bucarest |
| 1953 | Steaua          |
| 1954 | Steaua          |
| 1955 | Griviţa         |
| 1956 | Dinamo Bucarest |
| 1957 | Griviţa         |
| 1958 | Griviţa         |
| 1959 | Griviţa         |
| 1960 | Griviţa         |
| 1961 | Steaua          |
| 1962 | Griviţa         |
| 1963 | Steaua          |
| 1964 | Steaua          |
| 1965 | Dinamo Bucarest |
| 1966 | Griviţa         |
| 1967 | Griviţa         |
| 1968 | -               |
| 1969 | Dinamo Bucarest |
| 1970 | Griviţa         |
| 1971 | Steaua          |
| 1972 | Timişoara       |
| 1973 | Steaua          |
| 1974 | Steaua          |
| 1975 | Farul Costanza  |
| 1976 | Farul Costanza  |
| 1977 | Steaua          |
| 1978 | Farul Costanza  |
| 1979 | Steaua          |
| 1980 | Steaua          |
| 1981 | Steaua          |
| 1982 | Dinamo Bucarest |
| 1983 | Steaua          |
| 1984 | Steaua          |
| 1985 | Steaua          |
| 1986 | Farul Costanza  |
| 1987 | Steaua          |
| 1988 | Steaua          |

| Anno    | Vincitore       |
| ------- | --------------- |
| 1989    | Steaua          |
| 1990    | Baia Mare       |
| 1991    | Dinamo Bucarest |
| 1992    | Steaua          |
| 1993    | Griviţa         |
| 1994    | Dinamo Bucarest |
| 1995    | Farul Costanza  |
| 1996    | Dinamo Bucarest |
| 1997    | Farul Costanza  |
| 1998    | Dinamo Bucarest |
| 1999    | Steaua          |
| 2000    | Dinamo Bucarest |
| 2001    | Dinamo Bucarest |
| 2002    | Dinamo Bucarest |
| 2003    | Steaua          |
| 2004    | Dinamo Bucarest |
| 2005    | Steaua          |
| 2006    | Steaua          |
| 2007    | Dinamo Bucarest |
| 2008    | Dinamo Bucarest |
| 2009    | Baia Mare       |
| 2010    | Baia Mare       |
| 2011    | Baia Mare       |
| 2012    | Timişoara       |
| 2013    | Timişoara       |
| 2014    | Baia Mare       |
| 2015    | Timişoara       |
| 2016-17 | Timişoara       |
| 2017-18 | Timişoara       |
| 2018-19 | Baia Mare       |

## Albo d'oro
| Squadra                                          | Titoli | Anno |
| Steaua                                           | 24     | 1949, 1953, 1954, 1961, 1963, 1964, 1971, 1973, 1974, 1977, 1979-1981, 1983-1985, 1987-1989, 1992, 1999, 2003, 2005, 2006 |
| Dinamo Bucarest                                  | 16     | 1951, 1952, 1956, 1965, 1969, 1982, 1991, 1994, 1996, 1998, 2000-2002, 2004, 2007, 2008                                   |
| Griviţa (CFR Griviţa Roşie, Locomotiva CFR, CFR) | 12     | 1948, 1950, 1955, 1957-1960, 1962, 1966, 1967, 1970, 1993                                                                 |
| Tennis Club Român Bucureşti                      | 9      | 1914-1916, 1921-1923, 1927, 1936, 1938                                                                                    |
| Sportul Studentesc                               | 7      | 1925, 1929, 1932, 1935, 1939, 1941, 1947-48                                                                               |
| AP Stadiul Român Bucureşti                       | 7      | 1919, 1924, 1926, 1928, 1930, 1931, 1947                                                                                  |
| Farul Costanza                                   | 6      | 1975, 1976, 1978, 1986, 1995, 1997                                                                                        |
| Timişoara                                        | 6      | 1972, 2012, 2013, 2015, 2016-17, 2017-18                                                                                  |
| Baia Mare                                        | 6      | 1990, 2009, 2010, 2011, 2014, 2019                                                                                        |
| CS Viforul Dacia Bucureşti                       | 4      | 1940, 1942, 1943, 1946 |
| PTT Bucurest                                     | 2      | 1933, 1934 |
| Școala Militară de Educaţie Fizică Bucureşti     | 1      | 1920 |